# Норт-Огаста (Південна Кароліна)
Норт-Огаста (англ. North Augusta) — місто (англ. city) в США, в округах Ейкен і Еджфілд штату Південна Кароліна. Населення — 24 379 осіб (2020).

## Географія
Норт-Огаста розташований за координатами 33°31′17″ пн. ш. 81°57′17″ зх. д. / 33.52139° пн. ш. 81.95472° зх. д. (33.521411, -81.954781).  За даними Бюро перепису населення США в 2010 році місто мало площу 53,08 км², з яких 51,88 км² — суходіл та 1,19 км² — водойми.

## Демографія
Згідно з переписом 2010 року, у місті мешкало 21 348 осіб у 9003 домогосподарствах у складі 5806 родин. Густота населення становила 402 особи/км².  Було 9726 помешкань (183/км²).
Расовий склад населення:
| - 74,2 % — білих - 20,4 % — чорних або афроамериканців - 1,1 % — азіатів - 0,3 % — корінних американців - 2,0 % — осіб інших рас |

До двох чи більше рас належало 2,0 %. Частка іспаномовних становила 4,2 % від усіх жителів.
За віковим діапазоном населення розподілялося таким чином: 23,4 % — особи молодші 18 років, 61,9 % — особи у віці 18—64 років, 14,7 % — особи у віці 65 років та старші. Медіана віку мешканця становила 37,9 року. На 100 осіб жіночої статі у місті припадало 88,5 чоловіків;  на 100 жінок у віці від 18 років та старших — 84,2 чоловіків також старших 18 років.
Середній дохід на одне домашнє господарство  становив 65 255 доларів США (медіана — 50 028), а середній дохід на одну сім'ю — 77 141 долар (медіана — 60 126). Медіана доходів становила 50 688 доларів для чоловіків та 37 365 доларів для жінок. За межею бідності перебувало 11,8 % осіб, у тому числі 18,6 % дітей у віці до 18 років та 5,9 % осіб у віці 65 років та старших.
Цивільне працевлаштоване населення становило 10 031 особа. Основні галузі зайнятості: освіта, охорона здоров'я та соціальна допомога — 29,2 %, роздрібна торгівля — 14,3 %, науковці, спеціалісти, менеджери — 10,7 %, виробництво — 8,0 %.